# Friedrich von Buch
Friedrich von Buch (* 24. Januar 1876 in Braunsberg; † 19. April 1959 in Kassel) war ein deutscher Generalmajor in der Luftwaffe der Wehrmacht.

## Leben

### Herkunft
Friedrich war der jüngste Sohn des preußischen Generals der Infanterie Maximilian von Buch (1837–1918) und dessen Ehefrau Luise, geborene Göttling von Abendroth (1841–1909).

### Militärkarriere
Buch trat am 14. April 1894 als Fahnenjunker in das 2. Garde-Feldartillerie-Regiment der Preußischen Armee ein und avancierte Mitte August 1895 zum Leutnant. Nach einer knapp einjährigen Verwendung als Batterieoffizier im 4. Garde-Feldartillerie-Regiment nahm er ab Mitte August 1900 beim Ostasiatischen Feldartillerie-Regiment an der Niederschlagung des Boxeraufstandes in China teil. Mitte September 1902 kehrte Buch nach Deutschland zurück, wurde im 3. Garde-Feldartillerie-Regiment angestellt und war von Anfang Oktober 1903 bis Ende Januar 1906 Adjutant der in Beeskow stationierten II. Abteilung. Anschließend stieg er zum Regimentsadjutanten auf und wurde am 27. Januar 1907 Oberleutnant. Am 13. April 1909 erfolgte seine Ernennung zum Adjutanten des Kriegsministers sowie am 21. Dezember 1909 die Beförderung zum Hauptmann. Mit der Ernennung zum Chef der 6. Batterie im 1. Garde-Feldartillerie-Regiment kehrte Buch am 22. April 1912 in den Truppendienst zurück.
Mit seinem Regiment nahm Buch nach Ausbruch des Ersten Weltkriegs im neutralen Belgien zunächst an den Kämpfen um die Festung Namur teil und rückte im Verbund mit dem Gardekorps weiter nach Frankreich vor. Dort war er in die Schlachten bei St. Quentin, an der Marne und bei Reims sowie den Kämpfen im Artois und Flandern eingebunden. Mitte November 1914 ging sein Verband in den Stellungskampf vor Ypern über. Während erneuter Kämpfe im Artois war Buch kurzzeitig als Abteilungskommandeur im Reserve-Feldartillerie-Regiment Nr. 63 tätig, kehrte dann zum 1. Garde-Feldartillerie-Regiment zurück und wurde am 22. März 1916 zum Major befördert. Ende des Jahres kam er als Stabsoffizier der Artillerie zum Generalkommando des XXII. Reserve-Korps und war ab dem 1. Juni 1918 Kommandeur des 7. Garde-Feldartillerie-Regiments. Für sein Wirken während des Krieges erhielt er neben beiden Klassen des Eisernen Kreuzes das Ritterkreuz des Königlichen Hausordens von Hohenzollern mit Schwertern.
Nach Kriegsende, Demobilisierung und Auflösung seines Regiments wurde Buch unter Verleihung des Charakters als Oberstleutnant zum 31. Januar 1920 aus dem Militärdienst verabschiedet. Er trat daraufhin in den Polizeidienst über und war bis zu seiner Verabschiedung am 1. April 1924 Polizeikommandeur in Kassel
Am 1. Juli 1938 wurde Buch zur Verfügung des Heeres der Wehrmacht gestellt und kurz vor dem Beginn des Zweiten Weltkriegs am 26. August 1939 zum Kommandeur des Artillerie-Ersatz-Regiments 9 ernannt. Am 1. August 1940 erfolgte seine Beförderung zum Oberst und am 10. November 1941 die Ernennung zum Kommandeur des Panzer-Artillerie-Regiments 128. Mit diesem Verband beteiligte er sich am Krieg gegen die Sowjetunion und erhielt dafür am 26. Juni 1942 das Deutsche Kreuz in Gold. Vom 21. Dezember 1942 bis zum 23. Januar 1943 befand Buch sich in der Führerreserve, war anschließend Artilleriekommandeur 19 und avancierte am 1. März 1943 zum Generalmajor z.V. Zwei Monate später erfolgte seine erneute Versetzung in die Führerreserve. Am 15. Juni 1943 trat Buch zur Luftwaffe über und war als Taktiklehrer an der Erdkampfschule der Luftwaffe tätig. Ab dem 1. März 1944 übte er das Amt eines Höheren Artilleriekommandeurs beim Fallschirm-Armeeoberkommando 1 aus, bevor er am 1. Februar 1945 Inspekteur für die Offiziers-Ausbildung beim Stab des Kommandierenden Generals der Ausbildungs- und Ersatztruppen des Fallschirm-AOK 1 wurde. Am 31. März 1945 wurde er aus dem Militärdienst entlassen.

### Familie
Buch hatte sich am 4. Oktober 1910 in Berlin mit Johanna von Müller (1890–1911) verheiratet. Nach ihrem frühen Tod heiratete er in zweiter Ehe am 1. Januar 1916 in Dresden Klementine von Kossecki, mit der er einen Sohn hatte.